# Гарматний залп
«Гарма́тний залп» (нід. Het kanonschot) — картина голландського живописця Віллема ван де Велде молодшого (1633—1707). Створена приблизно у 1680 році. Зберігається у Державному музеї в Амстердамі (інв. №SK-C-244).

## Опис
Віллем ван де Велде молодший був одним із найвідоміших художників-мариністів свого часу. Як і його батько Віллем ван де Велде старший він в першу чергу був корабельним портретистом. Він не пропускав жодної деталі, незалежно від того, чи був корабель у дії або стояв на якорі. Художник детально зображує кораблі, однак з морем та небом від обходився більше вільно.
На цій картині художник зобразив повний штиль. Вітрила на фрегаті в'яло звисають, а водяна гладь лише злегка ворушиться. Стоїть ясний день; сонячне світло чудово виділяє вітрила на фоні густого диму від снаряду, випущеного для салютування.
У 1854 році Адріан ван дер Hop (1778—1854) з Амстердама заповів картину місту. 30 червня 1885 року Державний музей (Амстердам) зайняв картину у міста.